# Уразгільди
Уразгільди́ (рос. Уразгильды, башк. Ураҙгилде) — село у складі Татишлинського району Башкортостану, Росія. Входить до складу Новотатишлинської сільської ради.
Населення — 471 особа (2010; 490 у 2002).
Національний склад:
- удмурти — 93 %